# Ohlendorff’sche Villa

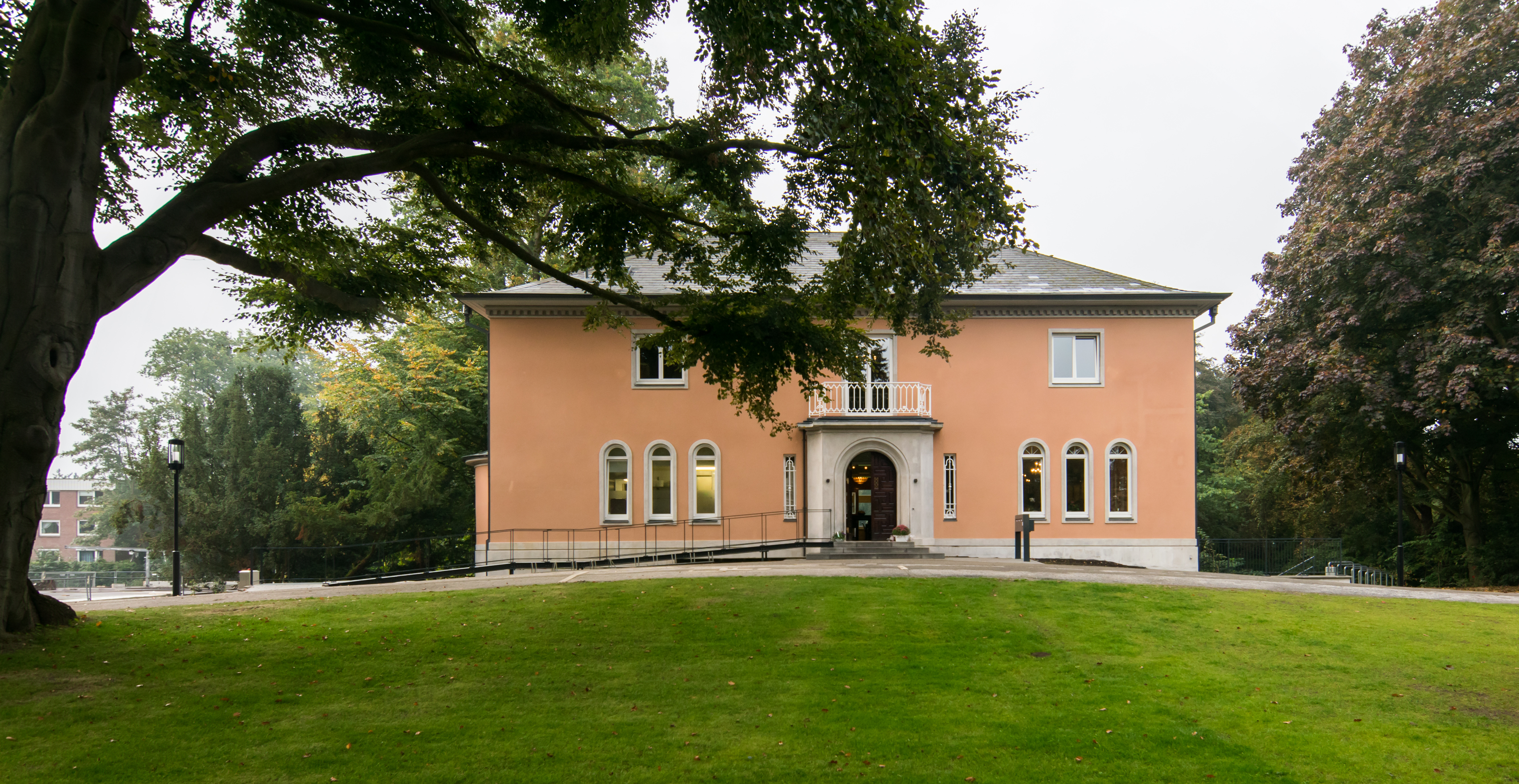
Ohlendorff’sche Villa Nordseite

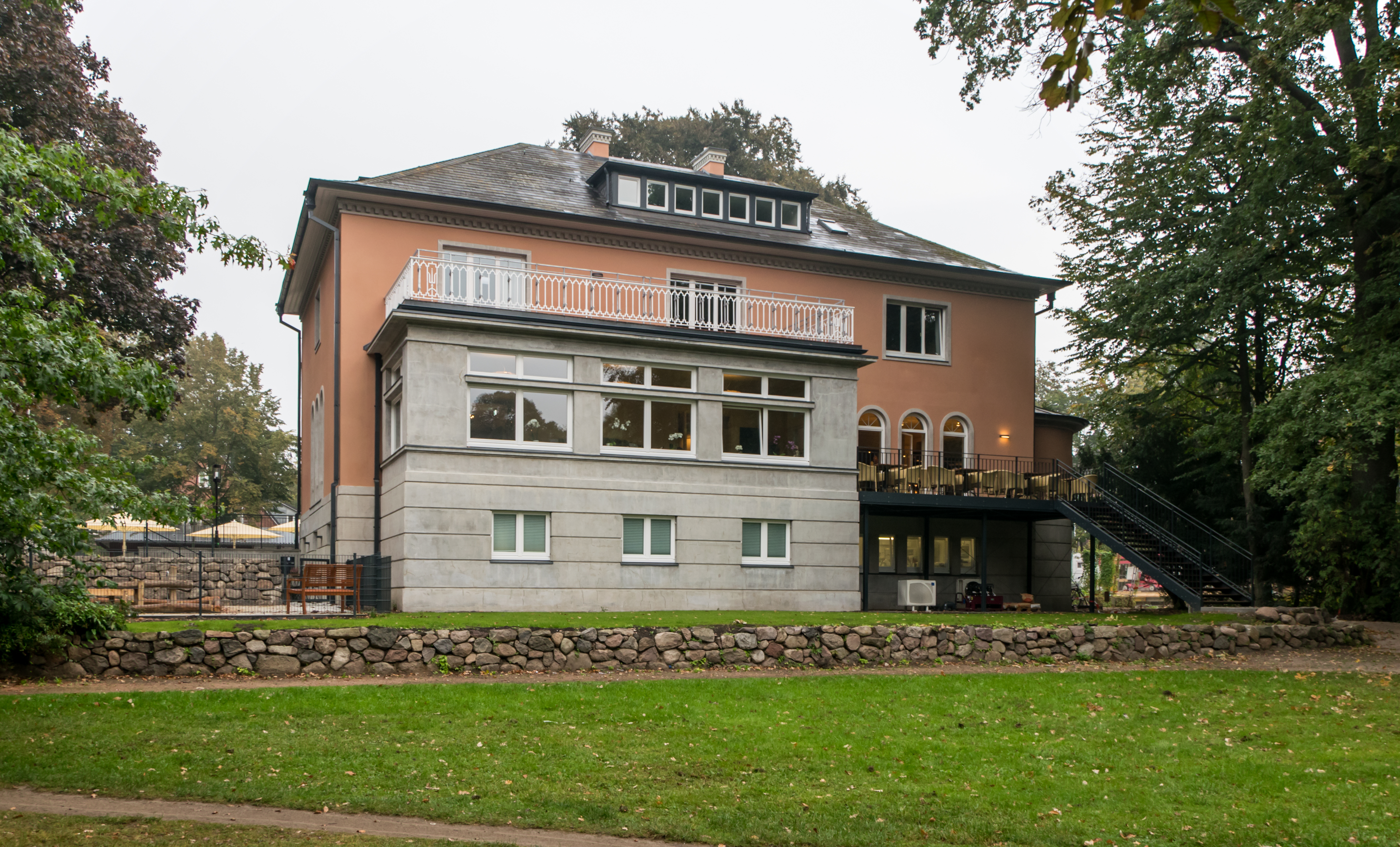
Ohlendorff’sche Villa Südseite

Die Ohlendorff’sche Villa aus dem Jahr 1929 befindet sich in Hamburg-Volksdorf. Die denkmalgeschützte Villa liegt zwischen der Straße Im alten Dorfe und Ohlendorffs Park. Seit 2014 ist der großbürgerliche Wohn- und Repräsentationsbau aus dem ersten Drittel des 20. Jahrhunderts im Besitz der gemeinnützigen Stiftung Ohlendorff’sche Villa.

## Vorgängerbau

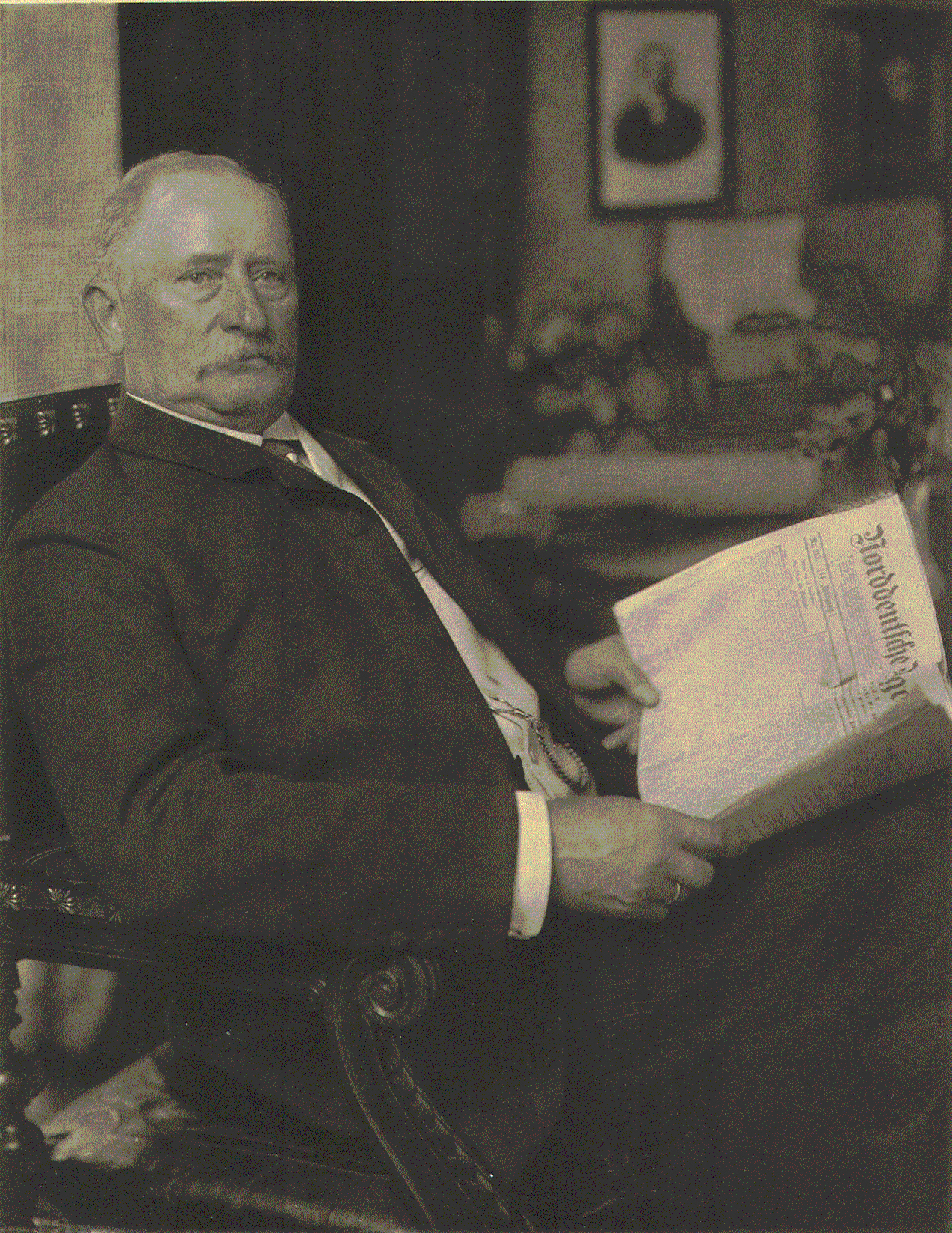
Heinrich von Ohlendorff (1905)

Vorgängerbau von Martin Haller, 1884

Der durch Guanohandel reich gewordene Heinrich von Ohlendorff pachtete 1867 ein Gelände zwischen Volksdorf und Ahrensburg als Jagdgebiet. 1878 kaufte er in Volksdorf drei Bauernhöfe und ließ dort von 1879 bis 1880 von dem Architekten Martin Haller ein Jagd- und Sommerhaus am Platz der heutigen Villa errichten.
Nach dem Zukauf weiterer Ländereien wurde das Gebäude bis 1885 zum Gutshaus umgebaut. Neben diesem im Schweizerstil errichteten Hauptgebäude stand an der Westseite ein Gästehaus. Östlich des Gutshauses lag der Gutshof mit Kuhställen und Scheunen. Bereits zu dieser Zeit wurde hinter dem Haus der Park im Stil englischer Landschaftsparks angelegt. Auch die noch heute bestehende Auffahrt zur Villa stammt aus dieser Zeit.
Heinrich von Ohlendorff starb im Juli 1928 und hinterließ das Gut seinem jüngsten Sohn Hans. Dieser ließ das Gutshaus noch im September desselben Jahres abreißen.

## Ohlendorff’sche Villa von 1929

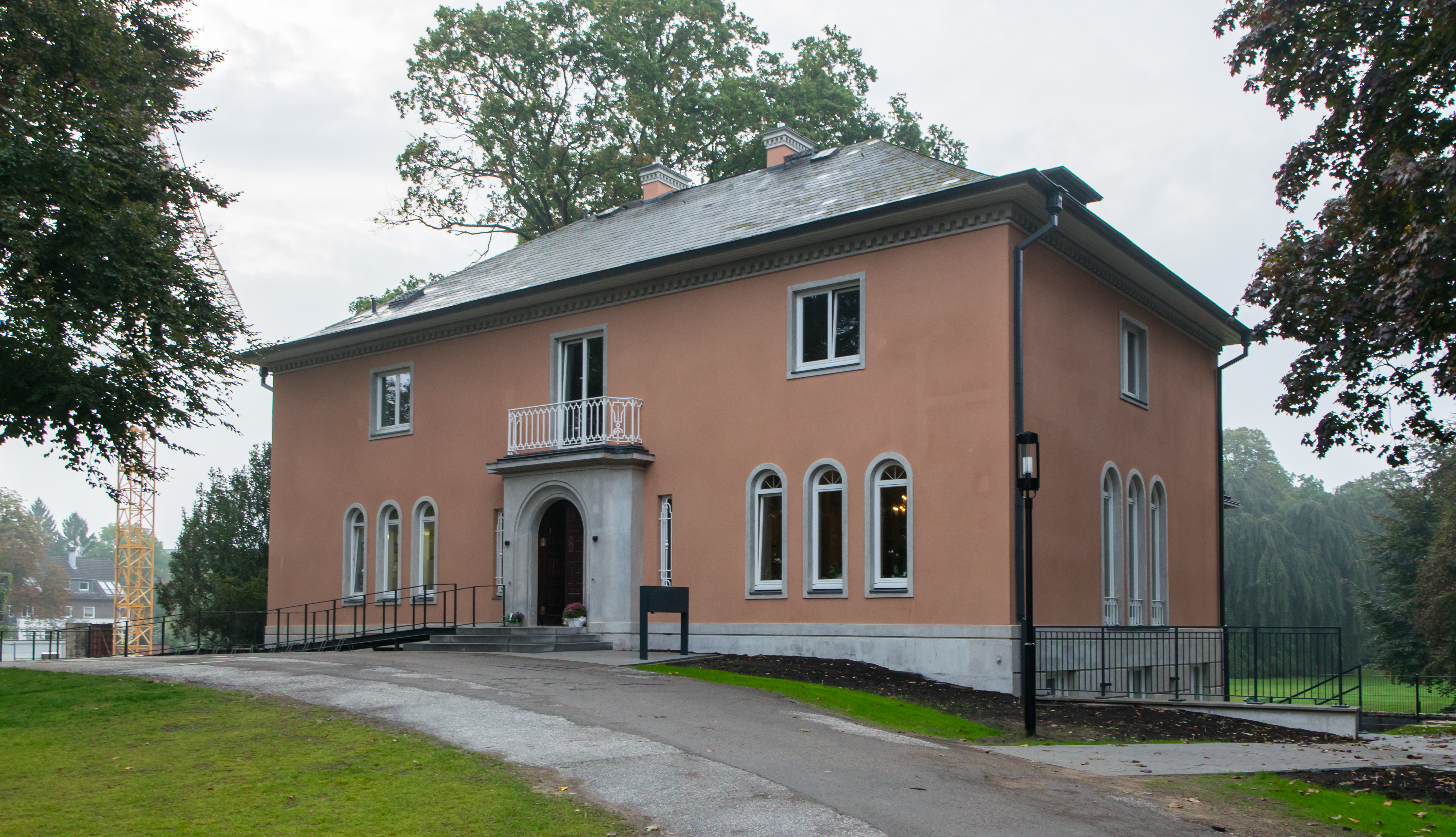
Ohlendorff’sche Villa

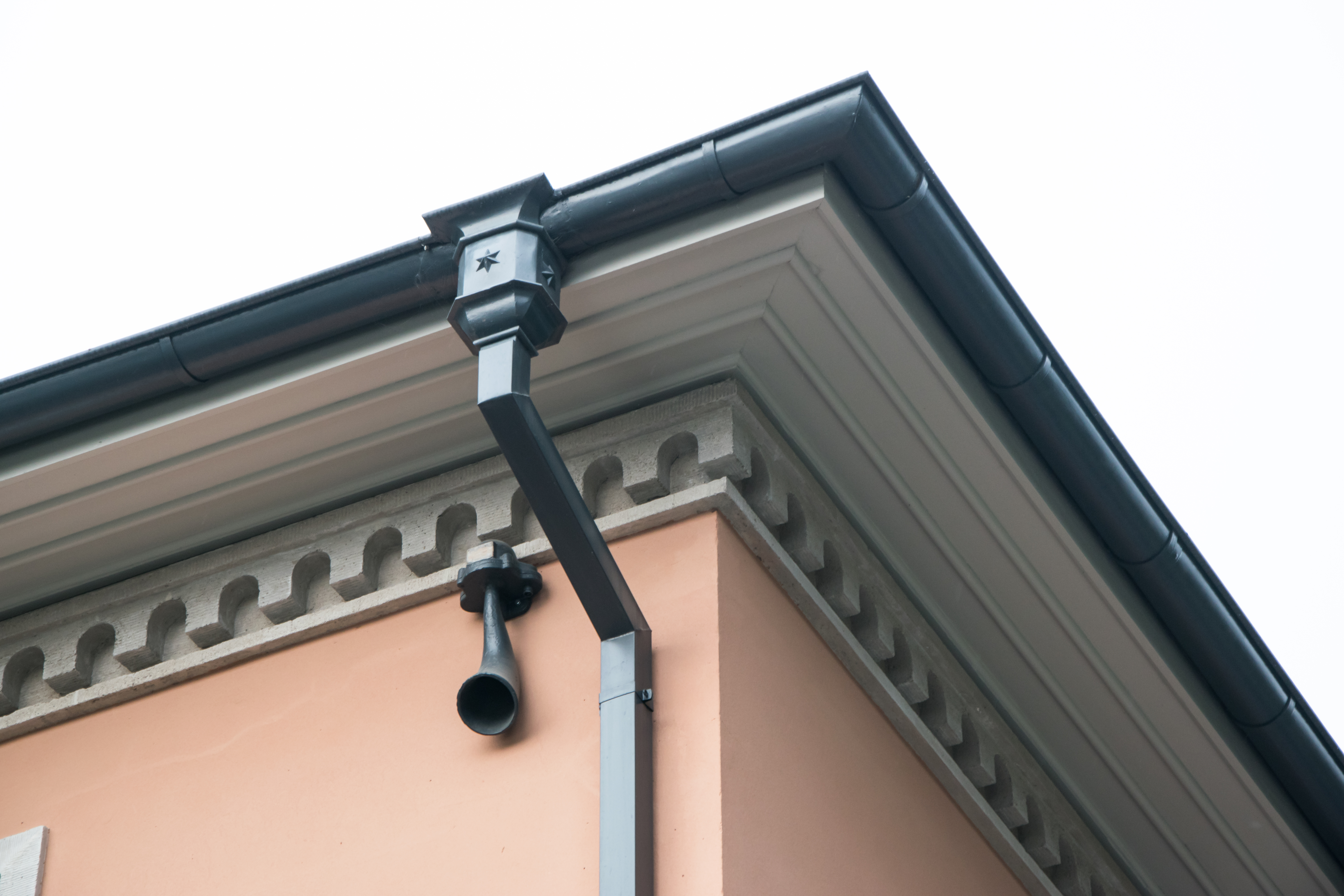
Dachgesims mit Zahnschnittfries

An Stelle des alten Gutshauses wurde 1928 bis 1929 durch die Architekten Erich Elingius und Gottfried Schramm die heutige Villa errichtet. Das Gebäude ist im Stil des Neoklassizismus erbaut. Die Architekten mussten die Bedürfnisse eines Einfamilienhauses mit dem Repräsentationsbedürfnis des Bauherrn verbinden. So ist die Vorderseite des Gebäudes auf den ersten Blick achssymmetrisch, aufgrund der unterschiedlichen Funktionen der Räumlichkeiten im Inneren ist die Wandfläche rechts des Portals tatsächlich aber etwas kleiner. Das Portal selbst steht betont hervor und trägt den Erscheinungsbalkon. Schmuckelemente wurden sparsam eingesetzt. Das Untergeschoss wird durch in Dreiergruppen angeordnete Rundbogenfenster geprägt, während im Obergeschoss rechteckige Fenster gewählt wurden. Beiden Fenstertypen gemein ist die Umrahmung mit scharriertem Werkstein. Sowohl der Balkon auf Vorder-, als auch die Terrasse auf der Rückseite sind über französische Fenster erreichbar. Das hölzerne Dachgesims steht weit über und wird durch ein Zahnschnittfries verziert. Anders als in der klassischen geraden Form ist es oben mit Rundbögen ausgeführt. Erneut aufgegriffen wird dieses Fries bei den Schornsteinköpfen. Die ursprüngliche Fassadenfarbe war weiß, nicht rosa.
Die Gartenseite des Gebäudes wird von einem Wintergartenvorbau geprägt. Ein direkter Zugang von dort zum Park bestand ursprünglich nicht. Der Terrassenanbau mit der Treppe wurde erst im Jahr 2014 mit der Einrichtung des Kaffeehauses im Erdgeschoss hinzugefügt.

## Innenräume

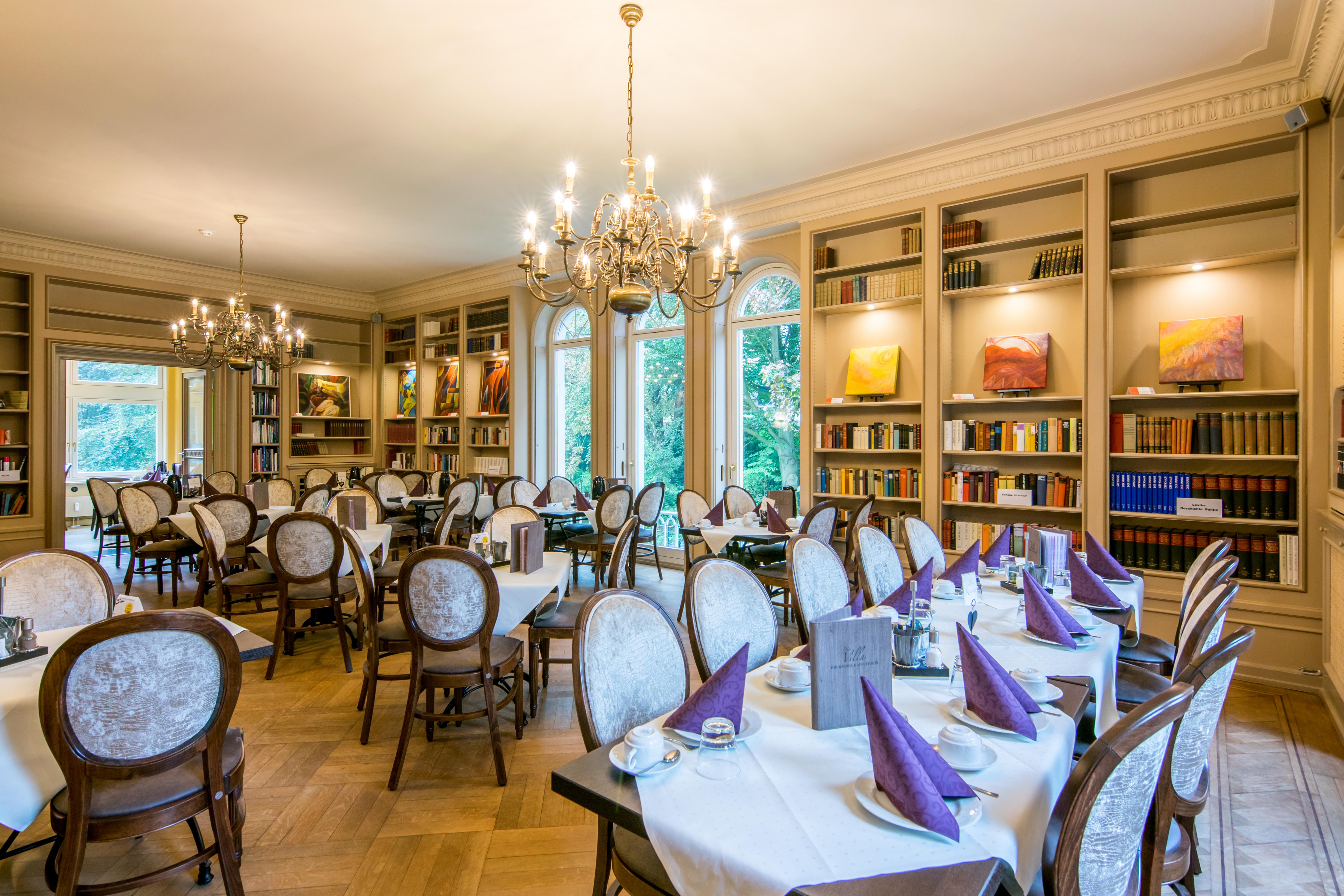
Bibliothek und Musikzimmer

Die Innenräume spiegeln die ursprüngliche Trennung der Räumlichkeiten in den repräsentativen Bereich im Erdgeschoss und die privaten Räume im Obergeschoss wieder. Wenn man das Haus betritt, gelangt man zunächst in einen ovalen Windfang. Von innen wird das Portal von einem zinnenförmigen Schmuckband und der Inschrift *HABE*IMMER*ETWAS*GUTES*IM *SINN* umrandet. Der Fußboden des Windfangs und die sich anschließende Treppenhalle sind mit Solnhofener Platten bedeckt. An die Treppenhalle schließt sich das Empfangszimmer mit abgeschrägten Ecken an. Von hier ließ sich geradeaus der Wintergarten, rechts die auch als Musikzimmer genutzte Bibliothek und links das Speisezimmer erreichen. Diese Räumlichkeiten gehören heute alle zum Kaffeehaus, wobei die Bibliothek heute auch öffentlicher Bücherschrank ist und abends als Veranstaltungsort genutzt wird.
Im Treppenhaus befindet sich eine vermutlich 1885 geschaffene Fahne mit dem Wappen der Familie Ohlendorff. Dieses Wappen legten sich Heinrich und Albertus Ohlendorff zu, nachdem sie in den Adelsstand erhoben wurden.
Im  Obergeschoss befanden sich das Schlaf- und Ankleidezimmer mit eigenem Bad sowie ein achteckiger Frühstücksraum. Letzterer kann heute als sogenannter Clubraum ebenso wie zwei weitere, etwa gleich große Räume, für Kurse, Sitzungen oder kleine Feiern genutzt werden. Im westlichen Bereich befand sich der Zugang zum Gästetrakt mit zwei Zimmern und Badezimmer. Dieser Bereich ist über zwei Stufen erreichbar. Grund für den hier erhöhten Fußboden ist das darunterliegende Musikzimmer, in welchem man durch die höhere Decke eine bessere Akustik erreichen wollte. Im östlichen Bereich führt ein Flur zu  weiteren Zimmern und zu einer schmalen Treppe, über welche die sich im Dachgeschoss befindliche Wohnung des Hausdieners erreichbar war.
Das Untergeschoss, welches bedingt durch die Hanglage, auf der Gartenseite über normale Fenster verfügt, bietet heute alle notwendigen Räume für eine Konfiserie, in welcher die Torten und Kuchen des ansässigen Kaffeehauses hergestellt werden.

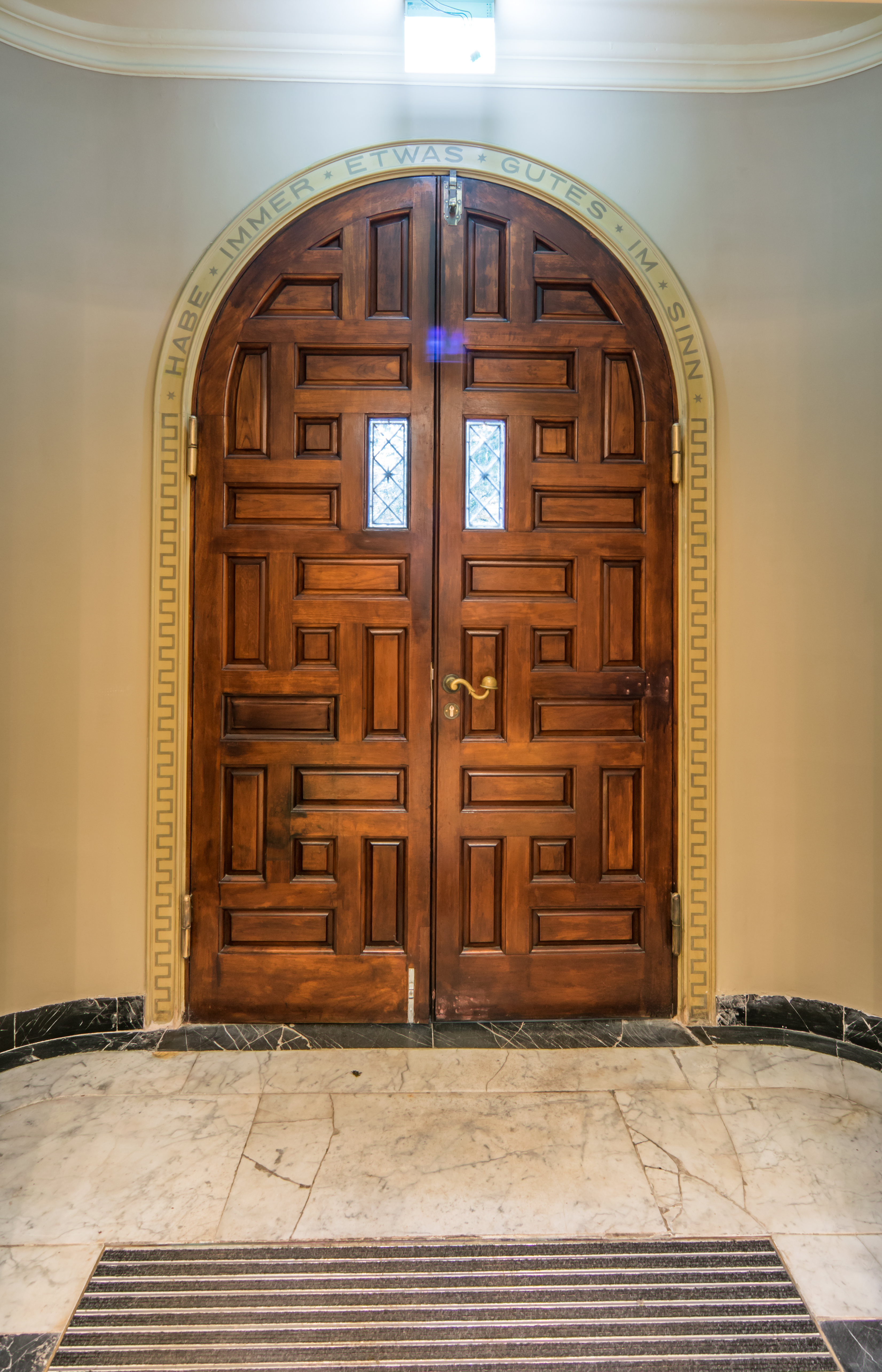
Eingangstür von innen
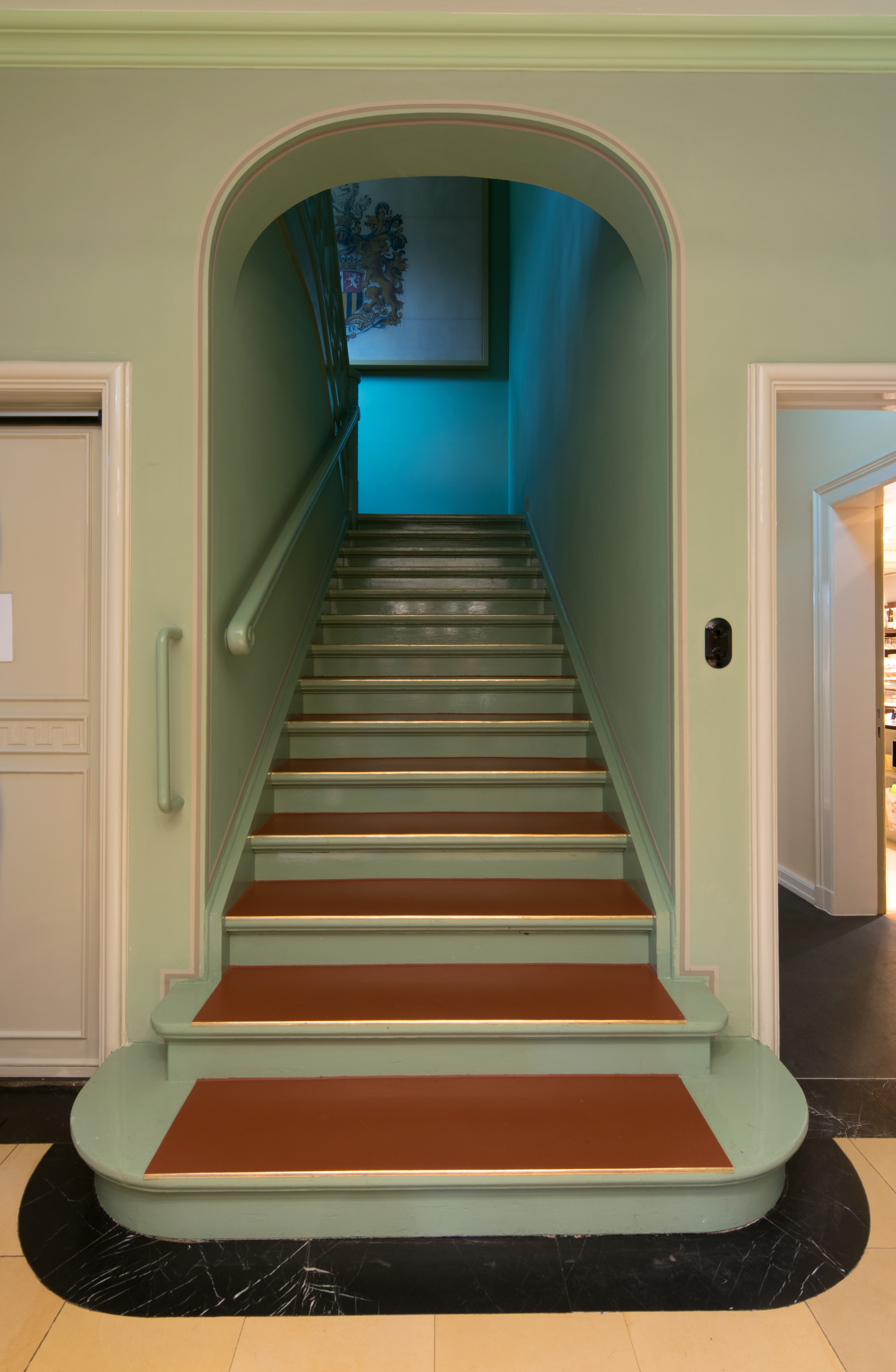
Treppe zum Obergeschoss
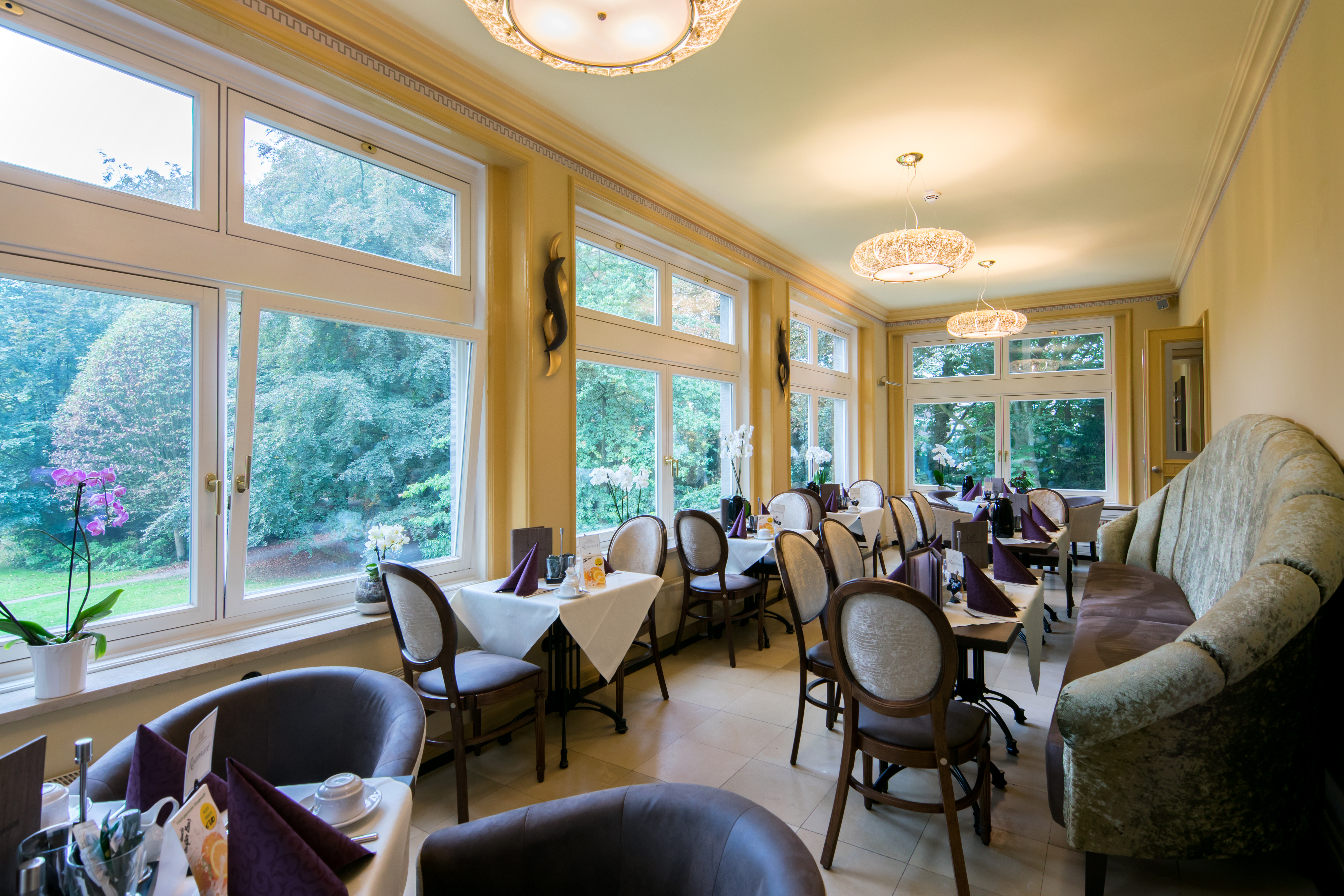
Wintergarten
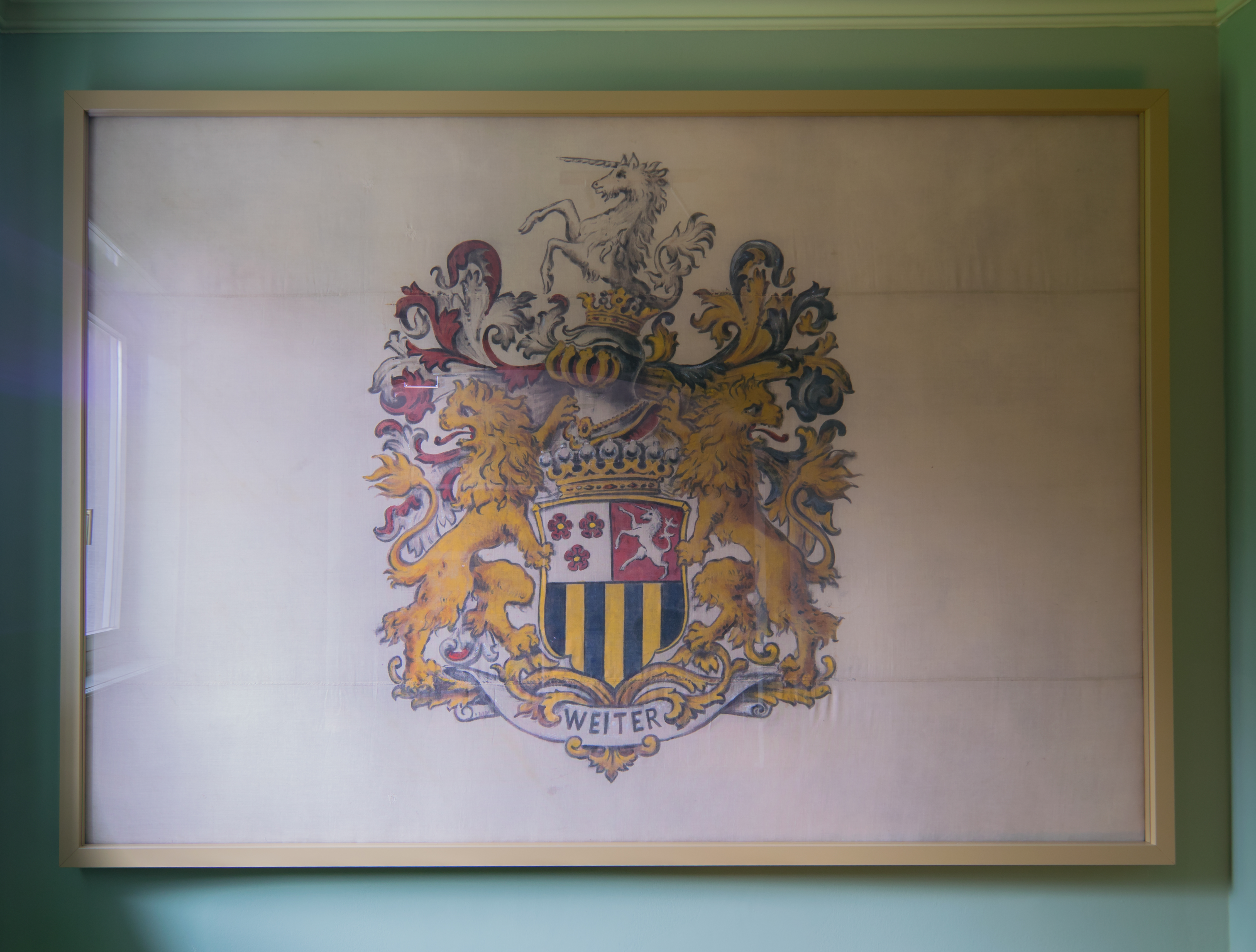
Das Wappen der Familie von Ohlendorff

## Nutzung des Gebäudes in der Vergangenheit und heute

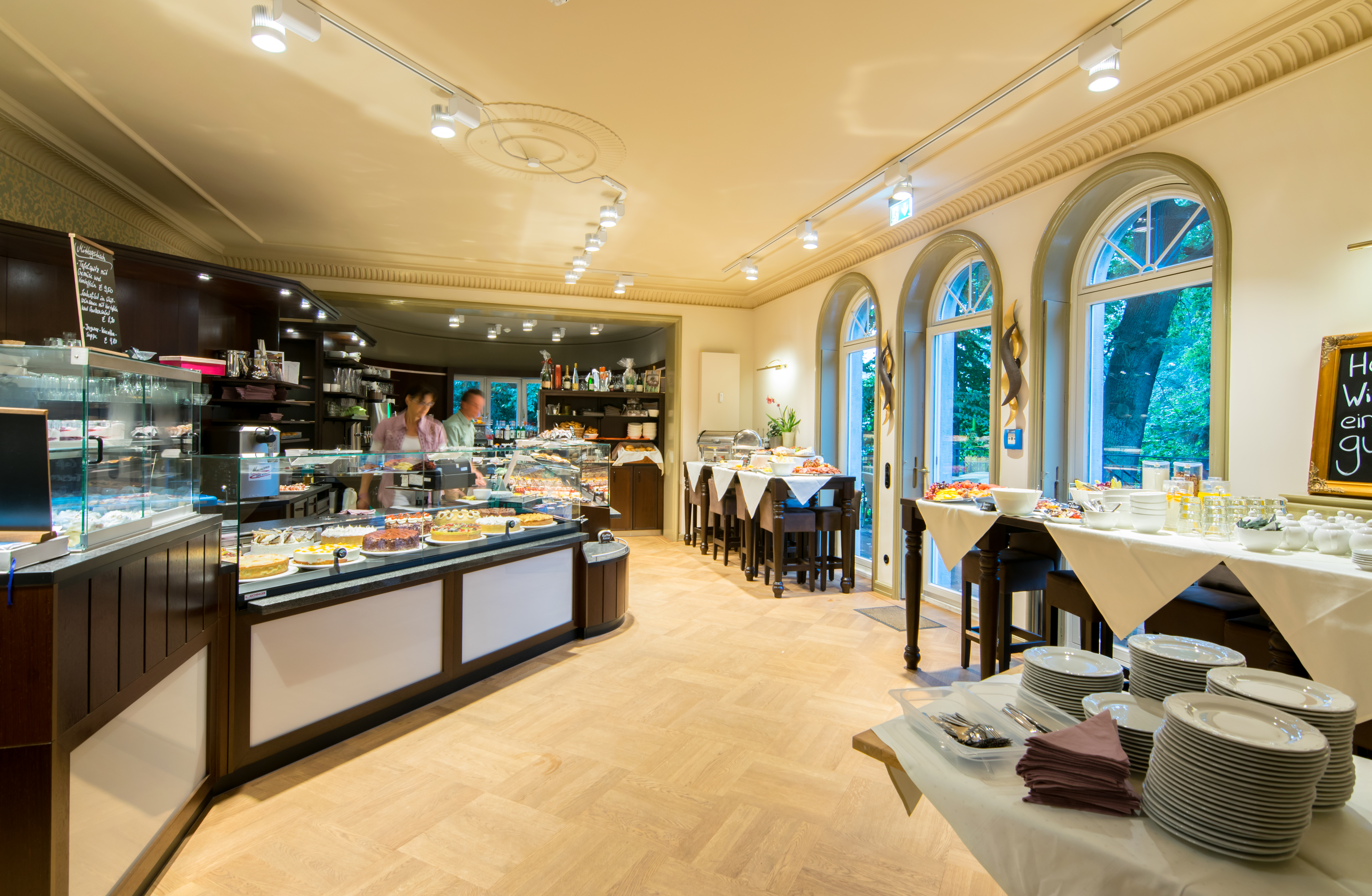
Räumlichkeiten des Kaffeehauses

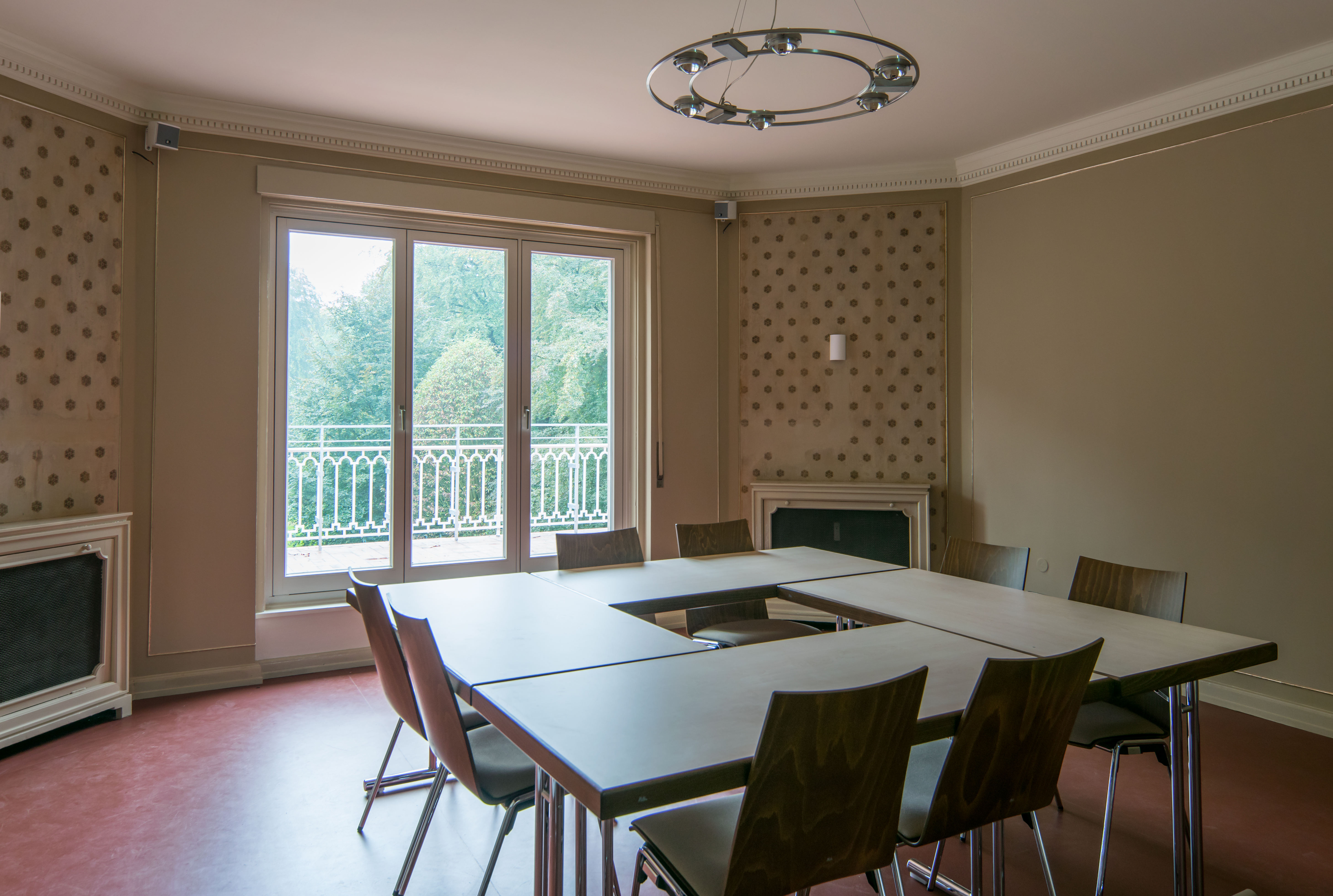
Heutiger Clubraum im Obergeschoss

Hans von Ohlendorff verkaufte das Gebäude 1953 an die Stadt Hamburg, welche es bis 2006 als Ortsamt für Volksdorf nutzte. Auf Initiative des Kulturkreises Walddörfer e. V. wurde das Anwesen, das nach den Vorstellungen der Stadt privatisiert werden sollte, unter Denkmalschutz gestellt und die Stadt über ein Bürgerbegehren verpflichtet, die Villa für die öffentliche Nutzung zu erhalten. Der Kulturkreis erreichte nach jahrelangen Verhandlungen die Finanzierung der Ohlendorff’schen Villa als Kultur- und Begegnungsstätte des Stadtteils, indem 2013  die Frank-Gruppe das Gebäude mit dem dazugehörigen Grundstück kaufte. Der Kauf war an die Auflage geknüpft, das Gebäude denkmalgerecht zu sanieren und anschließend an die hierfür vom Kulturkreis ins Leben gerufene „Stiftung Ohlendorff’sche Villa“ zu übergeben. Das primäre Interesse der Frank-Gruppe lag auf dem Grundstück östlich der Villa, auf welchem drei Stadtvillen errichtet wurden. Die Sanierung wurde 2014 abgeschlossen und die Ohlendorff’sche Villa am 30. August 2014 neu eröffnet. Heute befinden sich in der Villa das Wiener Kaffeehaus „Die Villa“, der Kinderhort des Kindergartens Volksdorf e. V und im Obergeschoss unter anderem mehrere Tagungsräume.